# Arnultovice (Velké Chvojno)
Arnultovice (německy Arnsdorf) je malá vesnice, část obce Velké Chvojno v okrese Ústí nad Labem. Nachází se asi 2 km na jih od Velkého Chvojna.
Arnultovice leží v katastrálním území Arnultovice u Lučního Chvojna o rozloze 3,66 km².

## Historie
První písemná zmínka o vesnici pochází z roku 1352.
Původní název vesnice byl Komonín, po roce 1352 je doložen latinský název Arnoldi villa, který pak převládal. Ve vsi stojí kostel Všech svatých, původně gotický. V roce 1798 upraven barokně. U hřbitovní zdi (vedle kostela) se nachází smírčí kříž ze druhé poloviny 16. století. Lidové stavby z 18.–19. století, jsou rekreačně využívány.
Do roku 1950 byla samostatnou obcí, v letech 1961–1980 byla obec součástí obce Luční Chvojno, od 1. července 1980 do 31. prosince 1997 součástí obce Libouchec a od 1. ledna 1998 je místní částí obce Velké Chvojno.

## Obyvatelstvo
Při sčítání lidu v roce 1921 zde žilo 183 obyvatel (z toho 79 mužů), z nichž byl jeden Čechoslovák a 182 Němců. Všichni se hlásili k římskokatolické církvi. Podle sčítání lidu z roku 1930 měla vesnice 173 obyvatel: pět Čechoslováků a 168 Němců. S výjimkou pěti lidí bez vyznání byli římskými katolíky.
|                                                                                     | 1869 | 1880 | 1890 | 1900 | 1910 | 1921 | 1930 | 1950 | 1961 | 1970 | 1980 | 1991 | 2001 | 2011 |
| ----------------------------------------------------------------------------------- | ---- | ---- | ---- | ---- | ---- | ---- | ---- | ---- | ---- | ---- | ---- | ---- | ---- | ---- |
| Obyvatelé                                                                           | 247  | 216  | 202  | 202  | 204  | 183  | 173  | 121  | 86   | 85   | 51   | 42   | 56   | 70   |
| Domy                                                                                | 48   | 48   | 48   | 46   | 43   | 43   | 43   | 45   | .    | 18   | 14   | 20   | 20   | 22   |
| Počet domů z roku 1961 je zahrnut v celkovém počtu domů místní části Luční Chvojno. |      |      |      |      |      |      |      |      |      |      |      |      |      |      |

## Pamětihodnosti
- Kostel Všech svatých
- Smírčí kříž u hřbitovní zdi
- Větrný mlýn, zanikl